# ヘッド・ゲームス
| 専門評論家によるレビュー | 専門評論家によるレビュー |
| レビュー・スコア         | レビュー・スコア         |
| 出典                     | 評価                     |
| ------------------------ | ------------------------ |
| Allmusic                 | [ 1 ]                    |

『ヘッド・ゲームス』（Head Games）は、イギリス人とアメリカ人によるロック・バンド、フォリナーが1979年にリリースした3枚目のスタジオ・アルバム。
Billboard 200では5位に達し、アメリカだけで500万枚以上を売り上げた。アルバムは、恐らくその悪名高いアルバムのカバー・アート（男性用トイレで困惑している若い女性（リザンヌ・フォーク）が描かれている）と、音楽で知られている。タイトル曲と「ダーティ・ホワイト・ボーイ」はアルバムのヒット曲であり、それぞれ最高14位と12位に達した。また、本作からベーシストとして、エド・ガリアルディに代わってリック・ウィルスが加わっている。クイーンのクラシック・アルバムで最もよく知られるロイ・トーマス・ベイカーが、このアルバムのみプロデュースしている。

## 収録曲
1. ダーティ・ホワイト・ボーイ - "Dirty White Boy" – 3:37
作詞・作曲: ルー・グラム、ミック・ジョーンズ
2. 真夜中の電話 - "Love on the Telephone" – 3:18
作詞・作曲: ジョーンズ、グラム
3. 女たち - "Women" – 3:25
作詞・作曲: ジョーンズ
4. 反逆の夜 - "I'll Get Even with You" – 3:40
作詞・作曲: ジョーンズ
5. 17（セヴンティーン） - "Seventeen" – 4:43
作詞・作曲: ジョーンズ、グラム
6. ヘッド・ゲームス - "Head Games" – 3:37
作詞・作曲: グラム、ジョーンズ
7. モダン・デイ - "The Modern Day" – 3:26
作詞・作曲: ジョーンズ
8. 科学の影に - "Blinded by Science" – 4:54
作詞・作曲: ジョーンズ
9. 灰色の別れ - "Do What You Like" – 3:58
作詞・作曲: イアン・マクドナルド、グラム
10. レヴ・オン・ザ・レッド・ライン - "Rev on the Red Line" – 3:35
作詞・作曲: グラム、アル・グリーンウッド

### 2002年再リリース盤・ボーナストラック
1. ザリア - "Zalia" – 2:34
作詞・作曲: マクドナルド、グラム

## パーソネル

### フォリナー
- ルー・グラム - リード・ボーカル、パーカッション
- ミック・ジョーンズ - ギター、バック・ボーカル、ピアノ、リード・ボーカル ( "The Modern Day")
- イアン・マクドナルド - キーボード、ギター、バック・ボーカル
- アル・グリーンウッド - キーボード
- リック・ウィルス - ベース、バック・ボーカル
- デニス・エリオット - ドラム

### プロダクション
- プロデューサー - ロイ・トーマス・ベイカー、ミック・ジョーンズ、イアン・マクドナルド
- エンジニア - ジェフ・ワークマン
- アシスタント・エンジニア - ランディ・メイソン、ジョン・ウェーバー
- マスタリング - ジョージ・マリオ
- スタジオ・アシスタント - ランディ・メイソン、ジョン・ウェーバー
- ミュージカル・ディレクター - ミック・ジョーンズ
- アート・ディレクション - サンディ・ヤング
- デザイン - サンディ・ヤング
- フォトグラフィー - デヴィッド・アレクサンダー、クリス・キャリス、ウィリアム・クーポン

## チャート
アルバム
| チャート (1979年–1980年)                                  | 最高位 |
| --------------------------------------------------------- | ------ |
| オーストラリア・アルバム (ケント・ミュージック・レポート) | 45     |
| カナダ (RPM)                                              | 5      |
| ドイツ (Offizielle Top 100)                               | 39     |
| 日本・アルバム (オリコン)                                 | 34     |
| ニュージーランド (RMNZ)                                   | 38     |
| US Billboard 200                                          | 5      |

シングル - Billboard Hot 100
| 年   | シングル                   | チャート         | 最高位 |
| ---- | -------------------------- | ---------------- | ------ |
| 1979 | ダーティ・ホワイト・ボーイ | ポップ・シングル | 12     |
| 1979 | ヘッド・ゲームス           | ポップ・シングル | 14     |
| 1980 | 女たち                     | ポップ・シングル | 41     |

## 認定
| 国/地域                    | 認定        | 認定/売上数 |
| -------------------------- | ----------- | ----------- |
| アメリカ合衆国 (RIAA)      | 5× Platinum | 5,000,000^  |
| ^ 認定のみに基づく出荷枚数 |             |             |